# Android versioner
Versions-historien bag Androids mobile operativsystem begyndte med den offentlige version af Android beta, November 5, 2007. Den første kommercielle version, Android 1.0, blev udgivet den 23. september, 2008. Android bliver kontinuerligt udviklet af Google og Open Handset Alliance, og der er sket en række opdateringer til deres base-operativsystem siden den første udgivelse.
Version 1.0 og 1.1 var ikke udgivet under specifikke kode navne på trods af at Android 1.1 uofficielt blev kendt som Petit Four. Androids kodenavne er typisk baseret på konfekture-navne (f.eks. slik og kager) og har været udgivet i alfabetisk rækkefølge, siden 2009 med Android 1.5 Cupcake. Den seneste version af Android er Android 9 Pie, som blev udgivet i August 2018.